# Przemijająca hipogammaglobulinemia niemowląt
Przemijająca hipogammaglobulinemia niemowląt ((ang.) Transient  Hypogammaglobulinemia  of  Infancy, THI) – jest to pierwotny niedobór immunologiczny, polegający na opóźnieniu produkcji własnych immunoglobulin przez organizm noworodka.
W 1. roku życia po okresie fizjologicznej hipogammaglobulinemii (2-4 miesiąc życia), związanej zanikaniem matczynych IgG, występuje spadek poziomu immunoglobulin poniżej 2SD normy wiekowej. 
Ten stan zazwyczaj przebiega bezobjawowo, a czasem stwierdza się nawracające zakażenia układu oddechowego. 
Około 3. roku życia dochodzi do samowyleczenia. 
Patomechanizm jest nieznany. Częstość występowania jest nieznana, ale ocenia się, że może to być jeden z najczęstszych niedoborów odporności humoralnej.

## Rozpoznanie
Rozpoznanie ustalane jest retrospektywnie, po powrocie poziomu IgG we krwi do normy. W przeciwnym razie hipogammaglobulinemia może być związana z XLA,  HIGM  czy CVID.
Hipogammaglobulinemia w 1. roku życia jest zjawiskiem typowym dla dzieci urodzonych przedwcześnie. 

## Leczenie
W większości przypadków przemijająca hipogammaglobulinemia niemowląt nie wymaga leczenia, a tylko kontroli poziomu immunoglobulin we krwi co 3-4 miesiące. W przypadku ciężkich zakażeń może być konieczna substytucja immunoglobulin.